# Carl Poppe
Carl Poppe (31 marzo 1894 – 4 dicembre 1940) è stato un calciatore norvegese, di ruolo attaccante.

## Carriera

### Club
Poppe giocò con la maglia del Ready.

### Nazionale
Conta 2 presenze per la Norvegia. Esordì l'8 giugno 1913, nella sconfitta per 9-0 contro la Svezia.